# Agulla Haurillón
L'Agulla Haurillón és un cim de 3.075 m d'altitud, amb una prominència de 15 m, que es troba a la Cresta de Cregüenya, al massís de la Maladeta, província d'Osca (Aragó).